# Campeonato Catarinense 2022
El Campeonato Catarinense de Fútbol 2022 fue la 97.ª edición de la primera división de fútbol del estado de Santa Catarina. El torneo fue organizado por la Federação Catarinense de Futebol (FCF). El torneo comenzó el 22 de enero y finalizó el 2 de abril.
Brusque se consagró campeón por segunda vez en su historia del Campeonato Catarinense —30 años después de su primer título—, venciendo en la final al Camboriú, equipo que por primera vez llegó a una final estatal.
Esta temporada no contó con la participación del Criciúma, quien perdió la categoría la temporada pasada, tras estar 45 temporadas consecutivas jugando en la máxima categoría.

## Sistema de juego

### Primera fase
Los 12 equipos se enfrentan en modalidad de todos contra todos a una sola rueda. Culminadas las once fechas, los ocho primeros puestos acceden a los cuartos de final. Los dos últimos posicionados descenderán a Segunda División.

### Segunda fase
- Cuartos de final: Los enfrentamientos de cuartos de final se emparejan con respecto al puntaje de la primera fase, de la siguiente forma:
  - 1.º vs. 8.º
  - 2.º vs. 7.º
  - 3.º vs. 6.º
  - 4.º vs. 5.º

- Semifinales: Los enfrentamientos de las semifinales se jugarán de la siguiente forma:
  - (1.º vs. 8.º) vs. (4.º vs. 5.º)
  - (2.º vs. 7.º) vs. (3.º vs. 6.º)

- Final: Los dos ganadores de las semifinales disputan la final.

- Nota 1: Tanto cuartos de final, semifinales como la final se juegan en partidos de ida y vuelta, comenzando la llave como local el equipo con menor puntaje en la primera fase.
- Nota 2: En caso de empate en puntos y diferencia de goles en cualquier llave, será ganador el equipo con mayor puntaje en la primera fase.

### Clasificaciones
- Copa de Brasil 2023: Clasifican los dos mejores equipos junto al campeón de la Copa Santa Catarina 2022.
- Serie D 2023: Clasifican los tres mejores equipos de la tabla acumulada que no disputen la Serie A, Serie B o Serie C en la temporada 2022 o la Serie C en 2023.

## Equipos participantes
| Equipo              | Ciudad             | Estadio                  | Capacidad | Posición 2021      | Títulos (último) |
| ------------------- | ------------------ | ------------------------ | --------- | ------------------ | ---------------- |
| Avaí                | Florianópolis      | Ressacada                | 17 800    | Campeón            | 18 (2021)        |
| Barra               | Balneario Camboriú | Camilo Mussi             | 1760      | 1.º (2.ª división) | 0                |
| Brusque             | Brusque            | Augusto Bauer            | 5000      | 3.º                | 1 (1992)         |
| Camboriú            | Camboriú           | Robertão                 | 3300      | 2.º (2.ª división) | 0                |
| Chapecoense         | Chapecó            | Arena Condá              | 20 089    | 2.º                | 7 (2020)         |
| Concórdia           | Concórdia          | Domingos Machado de Lima | 5000      | 9.º                | 0                |
| Figueirense         | Florianópolis      | Orlando Scarpelli        | 19 584    | 7.º                | 18 (2018)        |
| Hercílio Luz        | Tubarão            | Aníbal Torres Costa      | 3570      | 10.º               | 2 (1958)         |
| Joinville           | Joinville          | Arena Joinville          | 20 160    | 8.º                | 12 (2001)        |
| Juventus de Jaraguá | Jaraguá do Sul     | João Marcatto            | 49 640    | 5.º                | 0                |
| Marcílio Dias       | Itajaí             | Gigantão das Avenidas    | 6010      | 4.º                | 1 (1963)         |
| Próspera            | Criciúma           | Heriberto Hülse          | 19 225    | 6.º                | 0                |

| Crecimiento | Equipos provenientes del Campeonato Catarinense de Segunda División 2021. |

## Primera fase

### Tabla de posiciones
| Pos. | Equipo              | Pts. | PJ | G | E | P | GF | GC | Dif. | Clasificación          |
| ---- | ------------------- | ---- | -- | - | - | - | -- | -- | ---- | ---------------------- |
| 1    | Brusque             | 24   | 11 | 7 | 3 | 1 | 20 | 11 | +9   | Fase final.            |
| 2    | Hercílio Luz        | 21   | 11 | 6 | 3 | 2 | 13 | 7  | +6   | Fase final.            |
| 3    | Camboriú            | 21   | 11 | 6 | 3 | 2 | 11 | 6  | +5   | Fase final.            |
| 4    | Concórdia           | 20   | 11 | 6 | 2 | 3 | 13 | 8  | +5   | Fase final.            |
| 5    | Chapecoense         | 16   | 11 | 5 | 1 | 5 | 10 | 13 | −3   | Fase final.            |
| 6    | Marcílio Dias       | 15   | 11 | 4 | 3 | 4 | 19 | 15 | +4   | Fase final.            |
| 7    | Figueirense         | 15   | 11 | 4 | 3 | 4 | 15 | 14 | +1   | Fase final.            |
| 8    | Avaí                | 12   | 11 | 3 | 3 | 5 | 8  | 9  | −1   | Fase final.            |
| 9    | Joinville           | 11   | 11 | 2 | 5 | 4 | 9  | 15 | −6   |                        |
| 10   | Barra               | 10   | 11 | 3 | 1 | 7 | 12 | 14 | −2   |                        |
| 11   | Próspera            | 10   | 11 | 3 | 1 | 7 | 8  | 15 | −7   | Descenso de categoría. |
| 12   | Juventus de Jaraguá | 7    | 11 | 1 | 4 | 6 | 7  | 18 | −11  | Descenso de categoría. |

 Fuente: FCF
Criterios de clasificación: 1) Puntos; 2) Partidos ganados; 3) Diferencia de gol; 4) Goles anotados; 5) Enfrentamiento directo entre los equipos en cuestión; 6) Menor cantidad de tarjetas rojas; 7) Menor cantidad de tarjetas amarillas; 8) Sorteo.

### Resultados
| Local \ Visitante   | AVA | BAR | BRU | CAM | CHA | CON | FIG | HER | JOI | JUV | MAR | PRO |
| ------------------- | --- | --- | --- | --- | --- | --- | --- | --- | --- | --- | --- | --- |
| Avaí                | —   | 2–0 | —   | —   | 0–1 | 2–1 | —   | 3–0 | 0–0 | —   | —   | 0–1 |
| Barra               | —   | —   | —   | 0–1 | —   | 0–1 | 0–0 | 1–0 | 1–2 | —   | —   | —   |
| Brusque             | 1–0 | 3–1 | —   | 0–0 | —   | —   | 2–2 | —   | —   | —   | 3–2 | 1–0 |
| Camboriú            | 1–0 | —   | —   | —   | —   | 3–1 | —   | —   | 1–0 | —   | 2–1 | 1–0 |
| Chapecoense         | —   | 1–0 | 1–3 | 1–1 | —   | —   | 1–0 | —   | —   | 2–0 | 1–2 | —   |
| Concórdia           | —   | —   | 0–0 | —   | 0–1 | —   | 1–0 | 0–0 | —   | 2–1 | —   | —   |
| Figueirense         | 4–1 | —   | —   | 2–1 | —   | —   | —   | —   | 0–0 | —   | 3–2 | 1–2 |
| Hercílio Luz        | —   | —   | 3–2 | 1–0 | 3–0 | —   | 4–1 | —   | —   | 1–0 | —   | —   |
| Joinville           | —   | —   | 1–3 | —   | 2–1 | 1–3 | —   | 0–0 | —   | 1–1 | —   | —   |
| Juventus de Jaraguá | 0–0 | 0–5 | 1–2 | 0–0 | —   | —   | 0–2 | —   | —   | —   | 2–2 | —   |
| Marcílio Dias       | 0–0 | 4–2 | —   | —   | —   | 0–2 | —   | 0–0 | 3–0 | —   | —   | 3–0 |
| Próspera            | —   | 0–2 | —   | —   | 2–0 | 0–2 | —   | 0–1 | 2–2 | 1–2 | —   | —   |

## Fase final

#### Cuadro de desarrollo
|  | Cuartos de final  | Cuartos de final  | Cuartos de final  | Cuartos de final  | Cuartos de final  |   |   | Semifinales       | Semifinales       | Semifinales       | Semifinales       | Semifinales       |  |   | Final                    | Final                    | Final                    | Final                    | Final                    |  |
|  | 12 al 20 de marzo | 12 al 20 de marzo | 12 al 20 de marzo | 12 al 20 de marzo | 12 al 20 de marzo |   |   | 23 al 27 de marzo | 23 al 27 de marzo | 23 al 27 de marzo | 23 al 27 de marzo | 23 al 27 de marzo |  |   | 30 de marzo y 2 de abril | 30 de marzo y 2 de abril | 30 de marzo y 2 de abril | 30 de marzo y 2 de abril | 30 de marzo y 2 de abril |  |
|  |                   |                   |                   |                   |                   |   |   |                   |                   |                   |                   |                   |  |   |                          |                          |                          |                          |                          |  |
|  |                   |                   |                   |                   |                   |   |   |                   |                   |                   |                   |                   |  |   |                          |                          |                          |                          |                          |  |
|  | 1                 | Brusque           | 1                 | 0                 | 1                 |   |   |                   |                   |                   |                   |                   |  |   |                          |                          |                          |                          |                          |  |
|  | 1                 | Brusque           | 1                 | 0                 | 1                 |   |   |                   |                   |                   |                   |                   |  |   |                          |                          |                          |                          |                          |  |
|  | 8                 | Avaí              | 1                 | 0                 | 1                 |   |   |                   |                   |                   |                   |                   |  |   |                          |                          |                          |                          |                          |  |
|  | 8                 | Avaí              | 1                 | 0                 | 1                 |   | 1 | Brusque           | 1                 | 1                 | 2                 |                   |  |   |                          |                          |                          |                          |                          |  |
|  |                   |                   |                   |                   |                   |   | 1 | Brusque           | 1                 | 1                 | 2                 |                   |  |   |                          |                          |                          |                          |                          |  |
|  |                   |                   | 4                 | Concórdia         | 0                 | 0 | 0 |                   |                   |                   |                   |                   |  |   |                          |                          |                          |                          |                          |  |
|  | 4                 | Concórdia         | 4                 | Concórdia         | 0                 | 0 | 0 | 1                 | 1                 | 2                 |                   |                   |  |   |                          |                          |                          |                          |                          |  |
|  | 4                 | Concórdia         |                   |                   |                   |   |   |                   |                   | 2                 |                   |                   |  |   |                          |                          |                          |                          |                          |  |
|  | 5                 | Chapecoense       | 1                 | 1                 | 2                 |   |   |                   |                   |                   |                   |                   |  |   |                          |                          |                          |                          |                          |  |
|  | 5                 | Chapecoense       | 1                 | 1                 | 2                 |   |   |                   |                   |                   |                   |                   |  | 1 | Brusque                  | 1                        | 0                        | 1                        |                          |  |
|  |                   |                   |                   |                   |                   |   |   |                   |                   |                   |                   |                   |  | 1 | Brusque                  | 1                        | 0                        | 1                        |                          |  |
|  |                   |                   | 3                 | Camboriú          | 1                 | 0 | 1 |                   |                   |                   |                   |                   |  |   |                          |                          |                          |                          |                          |  |
|  | 3                 | Camboriú          | 3                 | Camboriú          | 1                 | 0 | 1 | 1                 | 3                 | 4                 |                   |                   |  |   |                          |                          |                          |                          |                          |  |
|  | 3                 | Camboriú          |                   |                   |                   |   |   |                   |                   | 4                 |                   |                   |  |   |                          |                          |                          |                          |                          |  |
|  | 6                 | Marcílio Dias     | 1                 | 2                 | 3                 |   |   |                   |                   |                   |                   |                   |  |   |                          |                          |                          |                          |                          |  |
|  | 6                 | Marcílio Dias     | 1                 | 2                 | 3                 |   | 3 | Camboriú          | 1                 | 2                 | 3                 |                   |  |   |                          |                          |                          |                          |                          |  |
|  |                   |                   |                   |                   |                   |   | 3 | Camboriú          | 1                 | 2                 | 3                 |                   |  |   |                          |                          |                          |                          |                          |  |
|  |                   |                   | 7                 | Figueirense       | 1                 | 0 | 1 |                   |                   |                   |                   |                   |  |   |                          |                          |                          |                          |                          |  |
|  | 2                 | Hercílio Luz      | 7                 | Figueirense       | 1                 | 0 | 1 | 0                 | 0                 | 0                 |                   |                   |  |   |                          |                          |                          |                          |                          |  |
|  | 2                 | Hercílio Luz      |                   |                   |                   |   |   |                   |                   | 0                 |                   |                   |  |   |                          |                          |                          |                          |                          |  |
|  | 7                 | Figueirense       | 1                 | 0                 | 1                 |   |   |                   |                   |                   |                   |                   |  |   |                          |                          |                          |                          |                          |  |
|  | 7                 | Figueirense       | 1                 | 0                 | 1                 |   |   |                   |                   |                   |                   |                   |  |   |                          |                          |                          |                          |                          |  |
|  |                   |                   |                   |                   |                   |   |   |                   |                   |                   |                   |                   |  |   |                          |                          |                          |                          |                          |  |

Nota: El equipo que ocupa la primera línea es el que define la serie como local.
| Bandera del estado de Santa Catarina |
| Campeón                              |
| Brusque 2.° título                   |

## Clasificación final
| Pos. | Equipo              | Pts. | PJ | G | E | P | GF | GC | Dif. | Clasificación                       |
| ---- | ------------------- | ---- | -- | - | - | - | -- | -- | ---- | ----------------------------------- |
| 1.°  | Brusque (C)         | 34   | 17 | 9 | 7 | 1 | 24 | 13 | +11  | Copa de Brasil 2023.                |
| 2.°  | Camboriú            | 31   | 17 | 8 | 7 | 2 | 19 | 11 | +8   | Copa de Brasil 2023 y Serie D 2023. |
| 3.°  | Concórdia           | 22   | 15 | 6 | 4 | 5 | 15 | 12 | +3   | Serie D 2023.                       |
| 4.°  | Figueirense         | 20   | 15 | 5 | 5 | 5 | 17 | 17 | 0    |                                     |
| 5.°  | Hercílio Luz        | 22   | 13 | 6 | 4 | 3 | 13 | 8  | +5   | Serie D 2023.                       |
| 6.°  | Chapecoense         | 18   | 13 | 5 | 3 | 5 | 12 | 15 | −3   | Copa de Brasil 2023.                |
| 7.°  | Marcílio Dias       | 16   | 13 | 4 | 4 | 5 | 22 | 19 | +3   | Copa de Brasil 2023.                |
| 8.°  | Avaí                | 14   | 13 | 3 | 5 | 5 | 9  | 10 | −1   | Copa de Brasil 2023.                |
| 9.°  | Joinville           | 11   | 11 | 2 | 5 | 4 | 9  | 15 | −6   |                                     |
| 10.° | Barra               | 10   | 11 | 3 | 1 | 7 | 12 | 14 | −2   |                                     |
| 11.° | Próspera            | 10   | 11 | 3 | 1 | 7 | 8  | 15 | −7   | Segunda División 2023.              |
| 12.° | Juventus de Jaraguá | 7    | 11 | 1 | 4 | 6 | 7  | 18 | −11  | Segunda División 2023.              |

Reglas de clasificación: 1) Puntos; 2) Partidos ganados; 3) Diferencia de gol; 4) Goles anotados; 5) Enfrentamiento directo entre los equipos en cuestión; 6) Menor cantidad de tarjetas rojas; 7) Menor cantidad de tarjetas amarillas; 8) Sorteo.

Nota: Uno de los cupos de clasificación para la Serie D 2023 pasó a manos de Hercílio Luz, debido a que Brusque disputa la Serie B en 2022, mientras que Figueirense disputa la Serie C.

## Goleadores
| Pos. | Jugador       | Equipo        | Goles |
| ---- | ------------- | ------------- | ----- |
| 1    | Alex Sandro   | Brusque       | 10    |
| 2    | Zé Vitor      | Marcílio Dias | 9     |
| 3    | Bruno Mota    | Camboriú      | 6     |
| 4    | Fernandinho   | Brusque       | 5     |
| 5    | Diego Jardel  | Brusque       | 4     |
|      | Pedro Perotti | Chapecoense   | 4     |